# Seznam glasbenih del Johanna Sebastiana Bacha
Seznam glasbenih del Johanna Sebastiana Bacha, BWV.
Tematski seznam BWV (Bach-Werke-Verzeichnis) je leta 1950 uredil nemški muzikolog Wolfgang Schmieder in je v mednarodni uporabi kot standardna oznaka Bachovih del.

## Vokalne skladbe

### Kantate (1-224)
- BWV1 - Wie schön leuchtet der Morgenstern
- BWV2 - Ach Gott, vom Himmel sieh darein
- BWV3 - Ach Gott, wie manches Herzeleid
- BWV4 - Christ lag in Todesbanden
- BWV5 - Wo soll ich fliehen hin
- BWV6 - Bleib bei uns, denn es will Abend werden
- BWV7 - Christ unser Herr zum Jordan kam
- BWV8 - Liebster Gott, wenn werd ich sterben?
- BWV9 - Es ist das Heil uns kommen her
- BWV10 - Meine Seel erhebt den Herren
- BWV11 - Lobet Gott in seinen Reichen (Vstajenjski oratorij)
- BWV12 - Weinen, Klagen, Sorgen, Zagen
- BWV13 - Meine Seufzer, meine Traenen
- BWV14 - Waer Gott nicht mit uns diese Zeit
- BWV15 - Denn du wirst meine Seele nicht in der Hoelle lassen (sporno avtorstvo: skladbo naj bi skomponiral Johann Ludwig Bach)
- BWV16 - Herr Gott, dich loben wir
- BWV17 - Wer Dank opfert, der preiset mich
- BWV18 - Gleichwie der Regen und Schnee vom Himmel fällt
- BWV19 - Es erhub sich ein Streit
- BWV20 - O Ewigkeit, du Donnerwort
- BWV21 - Ich hatte viel Bekümmernis
- BWV22 - Jesus nahm zu sich die Zwoelfe
- BWV23 - Du wahrer Gott und Davids Sohn
- BWV24 - Ein ungefaerbt Gemuete
- BWV25 - Es ist nichts Gesundes an meinem Leibe
- BWV26 - Ach wie fluechtig, ach wie nichtig
- BWV27 - Wer weiss, wie nahe mir mein Ende!
- BWV28 - Gottlob! nun geht das Jahr zu Ende
- BWV29 - Wir danken dir, Gott, wir danken dir
- BWV30 - Freue dich, erloeste Schar
- BWV30a - Angenehmes Wiederau
- BWV31 - Der Himmel lacht! die Erde jubilieret
- BWV32 - Liebster Jesu, mein Verlangen
- BWV33 - Allein zu dir, Herr Jesu Christ
- BWV34 - O ewiges Feuer, O Ursprung der Liebe
- BWV34a - O ewiges Feuer, O Ursprung der Liebe
- BWV35 - Geist und Seele wird verwirret
- BWV36 - Schwingt freudig euch empor
- BWV36a - Steigt freudig in die Luft
- BWV36b - Die Freude reget sich
- BWV36c - Schwingt freudig euch empor
- BWV37 - Wer da glaeubet und getauft wird
- BWV38 - Aus tiefer Not schrei ich zu dir
- BWV39 - Brich dem Hungrigen dein Brot
- BWV40 - Darzu ist erschienen der Sohn Gottes
- BWV41 - Jesu, nun sei gepreiset
- BWV42 - Am Abend aber desselbigen Sabbats
- BWV43 - Gott faehret auf mit Jauchzen
- BWV44 - Sie werden euch in den Bann tun
- BWV45 - Es ist dir gesagt, Mensch, was gut ist
- BWV46 - Schauet doch und sehet, ob irgend ein Schmerz sei
- BWV47 - Wer sich selbst erhoehet, der soll erniedriget werden
- BWV48 - Ich elender Mensch, wer wird mich erloesen
- BWV49 - Ich geh und suche mit Verlangen
- BWV50 - Nun ist das Heil und die Kraft
- BWV51 - Jauchzet Gott in allen Landen!
- BWV52 - Falsche Welt, dir trau ich nicht
- BWV53 - Schlage doch, gewuenschte Stunde (sporno avtorstvo: domnevni avtor je Georg Melchior Hoffmann)
- BWV54 - Widerstehe doch der Sünde
- BWV55 - Ich armer mensch, ich Suendenknecht
- BWV56 - Ich will den Kreuzstab gerne tragen
- BWV57 - Selig ist der Mann (Lehms)
- BWV58 - Ach Gott, wie manches Herzeleid
- BWV59 - Wer mich liebet, der wird mein Wort halten
- BWV60 - O Ewigkeit, du Donnerwort
- BWV61 - Nun komm, der Heiden Heiland
- BWV62 - Nun komm, der Heiden Heiland
- BWV63 - Christen, aetzet diesen Tag
- BWV64 - Sehet, welch eine Liebe hat uns der Vater erzeiget
- BWV65 - Sie werden aus Saba alle kommen
- BWV66 - Erfreut euch, ihr Herzen
- BWV66a - Der Himmel dacht auf Anhalts Ruhm und Glueck, serenata
- BWV67 - Halt im Gedächtnis Jesum Christ
- BWV68 - Also hat Gott die Welt geliebt
- BWV69 - Lobe den Herrn, meine Seele
- BWV69a - Lobe den Herrn, meine Seele
- BWV70 - Wachet, betet, seid bereit allezeit
- BWV70a - Wachet! betet! betet! wachet!
- BWV71 - Gott ist mein Koenig
- BWV72 - Alles nur nach Gottes Willen
- BWV73 - Herr, wie du willt, so schicks mit mir
- BWV74 - Wer mich liebet, der wird mein Wort halten
- BWV75 - Die Elenden sollen essen
- BWV76 - Die Himmel erzählen die Ehre Gottes
- BWV77 - Du sollt Gott, deinen Herren, lieben
- BWV78 - Jesu, der du meine Seele
- BWV79 - Gott der Herr ist Sonn und Schild
- BWV80 - Ein feste Burg ist unser Gott
- BWV80a - Alles, was von Gott begoren
- BWV80b - Ein Feste Burg ist unser Gott
- BWV81 - Jesus schlaeft, was soll ich hoffen?
- BWV82 - Ich habe genug
- BWV83 - Erfreute Zeit im neuen Bunde
- BWV84 - Ich bin vergnuegt mit meinem Gluecke
- BWV85 - Ich bin ein guter Hirt
- BWV86 - Wahrlich, wahrlich, ich sage euch
- BWV87 - Bisher habt ihr nichts gebeten in meinem Namen
- BWV88 - Siehe, ich will viel Fischer aussenden
- BWV89 - Was soll ich aus dir machen, Ephraim?
- BWV90 - Es reisset euch ein schrecklich Ende
- BWV91 - Gelobet seist du, Jesu Christ
- BWV92 - Ich hab in Gottes Herz und Sinn
- BWV93 - Wer nur den lieben Gott laesst walten
- BWV94 - Was frag ich nach der Welt
- BWV95 - Christus, der ist mein Leben
- BWV96 - Herr Christ, der eing'e Gottessohn
- BWV97 - In allen meinen Taten
- BWV98 - Was Gott tut, das ist wohlgeta
- BWV99 - Was Gott tut, das ist wohlgetan
- BWV100 - Was Gott tut, das ist wohlgetan
- BWV101 - Nimm von uns, Herr, du treuer Gott
- BWV102 - Herr, deine Augen sehen nach dem Glauben
- BWV103 - Ihr werdet weinen und heulen
- BWV104 - Du Hirte Israel, hoere
- BWV105 - Herr, gehe nicht ins Gericht
- BWV106 - Gottes Zeit ist die allerbeste Zeit
- BWV107 - Was willst du dich betrueben
- BWV108 - Es ist euch gut, dass ich hingehe
- BWV109 - Ich glaube, lieber Herr, hilf meinem Unglauben
- BWV110 - Unser Mund sei voll Lachens
- BWV111 - Was mein Gott will, das g'scheh' allzeit
- BWV112 - Der Herr ist mein getreuer Hirt
- BWV113 - Herr Jesu Christ, du hoechstes Gut
- BWV114 - Ach, lieben Christen, seid getrost
- BWV115 - Mache dich, mein Geist, bereit
- BWV116 - Du Friedenfuerst, Herr Jesu Christ
- BWV117 - Sei Lob und Ehr dem hoechsten Gut
- BWV118 - O Jesu Christ, mein Lebens Licht
- BWV118b - O Jesu Christ, mein Lebens Licht (druga verzija)
- BWV119 - Preise Jerusalem, den Herrn
- BWV120 - Gott, man lobet dich in der Stille
- BWV120a - Herr Gott, Beherrscher aller Dinge
- BWV120b - Gott, man lobet dich in der Stille
- BWV121 - Christum wir sollen loben schon
- BWV122 - Das neugeborne Kindelein
- BWV123 - Liebster Immanuel, Herzog der Frommen
- BWV124 - Meinem Jesum lass ich nicht
- BWV125 - Mit Fried und Freud ich fahr dahin
- BWV126 - Erhalt uns, Herr, bei deinem Wort
- BWV127 - Herr Jesu Christ, wahr' Mensch und Gott
- BWV128 - Auf Christi Himmelfahrt allein
- BWV129 - Gelobet sei der Herr, mein Gott
- BWV130 - Herr Gott, dich loben alle wir
- BWV131 - Aus der Tiefen rufe ich, Herr, zu dir
- BWV131a - Aus der Tiefen rufe ich, Herr, zu dir
- BWV132 - Bereitet die Wege, bereitet die Bahn
- BWV133 - Ich freue mich in dir
- BWV134 - Ein Herz, das seinem Jesum lebend weiss
- BWV134a - Die Zeit, die Tag und Jahre macht
- BWV135 - Ach Herr, mich armen Suender
- BWV136 - Erforsche mich, Gott, und erfahre mein Herz
- BWV137 - Lobe den Herren, den maechtigen Koenig der Ehren
- BWV138 - Warum betruebst du dich, mein Herz?
- BWV139 - Wohl dem, der sich auf seinen Gott
- BWV140 - Wachet auf, ruft uns die Stimme
- BWV141 - Das ist je gewisslich wahr (sporno avtorstvo; Georg Philipp Telemann)
- BWV142 - Uns ist ein Kind geboren (sporno avtorstvo; Johann Kuhnau)
- BWV143 - Lobe den Herrn, meine Seele (vprašljivo avtorstvo)
- BWV144 - Nimm was dein ist, und gehe hin
- BWV145 - Auf, mein Herz! Des Herren Tag (So du mit deinem Munde bekennest)
- BWV146 - Wir muessen durch viel Truebsal
- BWV147 - Herz und Mund und Tat und Leben
- BWV147a - Herz und Mund und Tat und Leben
- BWV148 - Bringet dem Herrn Ehre seines Namens
- BWV149 - Man singet mit Freuden vom Sieg
- BWV150 - Nach dir, Herr, verlanget mich
- BWV151 - Suesser Trost, mein Jesus koemmt
- BWV152 - Tritt auf die Glaubensbahn
- BWV153 - Schau, lieber Gott, wie meine Feind
- BWV154 - Mein liebster Jesus ist verloren
- BWV155 - Mein Gott, wie lang, ach lange
- BWV156 - Ich steh mit einem Fuss im Grabe
- BWV157 - Ich lasse dich nicht, du segnest mich denn
- BWV158 - Der Friede sei mit dir
- BWV159 - Sehet, wir gehn hinauf gen Jerusalem
- BWV160 - Ich weiss, dass mein Erloeser lebt
- BWV161 - Komm, du suesse Todenstunde
- BWV162 - Ach! ich sehe, itzt, da ich zur Hochzeit gehe
- BWV163 - Nur jedem das Seine
- BWV164 - Ihr, die ihr euch von Christo nennet
- BWV165 - O heilges Geist- und Wasserbad
- BWV166 - Wo gehest du hin?
- BWV167 - Ihr Menschen, ruehmet Gottes Liebe
- BWV168 - Tue Rechnung! Donnerwort
- BWV169 - Gott soll allein mein Herze haben
- BWV170 - Vergnügte Ruh, beliebte Seelenlust
- BWV171 - Gott, wie dein Name, so ist auch dein Ruhm
- BWV172 - Erschallet, ihr Lieder, erklinget, ihr Saiten
- BWV173 - Erhoehtes Fleisch und Blut
- BWV173a - Durchlauchtster Leopold
- BWV174 - Ich liebe den Hoechsten von ganzem Gemuete
- BWV175 - Er rufet seinen Schafen mit Namen
- BWV176 - Es ist ein trotzig und verzagt Ding
- BWV177 - Ich ruf zu dir, Herr Jesu Christ
- BWV178 - Wo Gott, der Herr, nicht bei uns haelt
- BWV179 - Siehe zu, dass deine Gottesfurcht nicht Heuchelei sei
- BWV180 - Schmücke dich, o liebe Seele
- BWV181 - Leichtgesinnte Flattergeister
- BWV182 - Himmelskönig, sei willkommen
- BWV183 - Sie werden euch in den Bann tun
- BWV184 - Erwuenschtes Freudenlicht
- BWV185 - Barmherziges Herze der ewigen Liebe
- BWV186 - Aergre dich, o Seele, nicht
- BWV187 - Es wartet alles auf dich
- BWV188 - Ich habe meine Zuversicht
- BWV189 - Meine Seele ruehmt und preist (sporno avtorstvo; Georg Melchior Hoffmann)
- BWV190 - Singet dem Herrn ein neues Lied
- BWV190a - Singet dem Herrn ein neues Lied
- BWV191 - Gloria in excelsis Deo
- BWV192 - Nun danket alle Gott  (nedokončano)
- BWV193 - Ihr Tore zu Zion  (nedokončano)
- BWV193a - Ihr Häuser des Himmels, ihr scheinenden Lichter
- BWV194 - Hoechsterwunschtes Freudenfest
- BWV195 - Dem Gerechten muss das Licht
- BWV196 - Der Herr denket an uns (Psalm 115)
- BWV197 - Gott ist unsre Zuversicht
- BWV197a - Ehre sei Gott in der Hoehe (nedokončano)
- BWV198 - Laß Füerstin, laß noch einen Strahl
- BWV199 - Mein Herze schwimmt im Blut
- BWV200 - Bekennen will ich seinen Namen
- BWV201 - Geschwinde, ihr wirbelnden Winde
- BWV202 - Weichet nur, betruebte Schatten
- BWV203 - Amore traditore
- BWV204 - Ich bin in mir vergnügt
- BWV205 - Zerreißet, zersprenget
- BWV205a - Blast Lärmen, ihr Feinde!
- BWV206 - Schleicht, spielende Wellen
- BWV207 - Vereinigte Zwietracht der wechselnden Saiten
- BWV207a - Auf, schmetternde Toene
- BWV208 - Was mir behagt, ist nur die muntre Jagd! (Lovska kantata)
- BWV208a - Was mir behagt, ist nur die muntre Jagd!
- BWV209 - Non sa che sia dolore
- BWV210 - O holder Tag, erwuenschte Zeit
- BWV210a - O angenehme Melodei!
- BWV211 - Schweigt stille, plaudert nicht (Kantata o kavi)
- BWV212 - Mer hahn en neue Oberkeet (Kmečka kantata)
- BWV213 - Laßt uns sorgen, laßt uns wachen (Hercules auf dem Scheidewege)
- BWV214 - Tönet, ihr Pauken! Erschallet Trompeten!
- BWV215 - Preise dein Glücke, gesegnetes Sachsen
- BWV216 - Vergnuegte Pleissenstadt (nedokončano delo)
- BWV216a - Erwählte Pleissenstadt
- BWV217 - Gedenke, Herr, wie es uns gehet
- BWV218 - Gott der Hoffnung erfuelle euch
- BWV219 - Siehe, es hat ueberwunden der Loewe
- BWV220 - Lobt ihn mit Herz und Munde
- BWV221 - Wer sucht die Pracht, wer wuenscht den Glanz
- BWV222 - Mein Odem ist schwach (sporno avtorstvo; Johann Ernst Bach)
- BWV223 - Meine Seele soll Gott loben (izgubljeno delo)
- BWV224 - Reisst euch los, bedraengte Sinnen (osnutek)

### Moteti (225-231)
- BWV 225 - Singet dem Herrn ein neues Lied
- BWV 226 - Der Geist hilft unser Schwachheit auf
- BWV 227 - Jesu, meine Freude
- BWV 228 - Fuerchte dich nicht
- BWV 229 - Komm, Jesu, komm!
- BWV 230 - Lobet den Herrn alle Heiden (Psalm 117)
- BWV 231 - Sei Lob und Preis mit Ehren

### Liturgična dela vlatinščini(232-243a)
- BWV 232 - Maša v H molu  (1749)
- BWV 233 - Maša v F Duru
- BWV 233a - Kyrie v F Duru
- BWV 234 - Maša v A Duru
- BWV 235 - Maša v G molu
- BWV 236 - Maša v G Duru
- BWV 237 - Sanctus v C Duru
- BWV 238 - Sanctus v D Duru
- BWV 239 - Sanctus v D Duru
- BWV 240 - Sanctus v G Duru
- BWV 241 - Sanctus v D Duru
- BWV 242 - Christe Eleison
- BWV 243 - Magnifikat v D Duru
- BWV 243a - Magnifikat v Es

### Pasijoni in oratoriji (244-249)
- BWV 244 – Pasijon po Mateju
- BWV 244b - Matejev pasijon (zgodnja  različica)
- BWV 245 – Pasijon po Janezu (Johannes-Passion)
- BWV 245a - Arija iz druge izdaje Janezovega pasijona
- BWV 245a - Arija iz druge izdaje Janezovega pasijona
- BWV 245b - Arija iz druge izdaje Janezovega pasijona
- BWV 245c - Arija iz druge izdaje Janezovega pasijona
- BWV 246 – Pasijon po Luki
- BWV 247 – Pasijon po Marku
- BWV 248 – Božični oratorij
- BWV 249 – Velikonočni oratorij

### Profane kantate (249-249)
- BWV 249a - Entfliehet, verschwindet, entweichet, ihr Sorgen
- BWV 249b - Verjaget, zerstreuet, zerruttet, ihr Sterne

### Korali (250-438)
- BWV250 - Was Gott tut das ist wohlgetan
- BWV251 - Sei Lob und Ehr' Dem höchsten Gut
- BWV252 - Nun danket alle Gott
- BWV253 - Ach bleib bei uns, Herr Jesu Christ
- BWV254 - Ach Gott, erhör' mein Seufzen
- BWV255 - Ach Gott und Herr
- BWV256 - Ach lieben Christen, seid getrost
- BWV257 - Wär Gott nicht mit uns diese Zeit
- BWV258 - Wo Gott der Herr nicht bei uns hält
- BWV259 - Ach, was soll ich Sünder machen
- BWV260 - Allein Gott in der Höh' sei Ehr'
- BWV261 - Allein zu dir, Herr Jesu Christ
- BWV262 - Alle Menschen müssen sterben
- BWV263 - Alles ist an Gottes Segen
- BWV264 - Als der gütige Gott
- BWV265 - Als Jesus Christus in der Nacht
- BWV266 - Als vierzig Tag nach Ostern
- BWV267 - An Wasserflüssen Babylon
- BWV268 - Auf, auf, mein Herz, und du mein ganzer Sinn
- BWV269 - Aus meinese Herzens Grunde
- BWV270 - Befiehl du deine Wege
- BWV271 - Befiehl du deine Wege
- BWV272 - Befiehl du deine Wege
- BWV273 - Christ, der du bist der helle Tag
- BWV274 - Christe, der du bist Tag und Licht
- BWV275 - Christe, du Beistand deiner Kreuzgemeinde
- BWV276 - Christ ist erstanden
- BWV277 - Christ lag in Todesbanden
- BWV278 - Christ lag in Todesbanden
- BWV279 - Christ lag in Todesbanden
- BWV280 - Christ, unser Herr, zum Jordan kam
- BWV281 - Christus, der is mein Leben
- BWV282 - Christus, der is mein Leben
- BWV283 - Christus, der uns selig macht
- BWV284 - Christus, ist erstanden, hat überwunden
- BWV285 - Da der Herr Christ zu Tische sass
- BWV286 - Danket dem Herren
- BWV287 - Dank sei Gott in der Höhe
- BWV288 - Das alte Jahr vergangen ist
- BWV289 - Das alte Jahr vergangen ist
- BWV290 - Das walt' Gott Vater und Gott Sohn
- BWV291 - Das walt' mein Gott, Vater, Sohn und heiliger Geist
- BWV292 - Den Vater dort oben
- BWV293 - Der du bist drei in Einigkeit
- BWV294 - Der Tag, der ist so freudenreich
- BWV295 - Des heil'gen Geistes reiche Gnad'
- BWV296 - Die Nacht ist kommen
- BWV297 - Die Sonn' hat sich mit ihrem Glanz
- BWV298 - Dies sind die heil'gen zehn Gebot'
- BWV299 - Dir, dir, Jehova, will ich singen
- BWV300 - Du grosser Schmerzensmann
- BWV301 - Du, o schönes Weltgebäude
- BWV302 - Ein' feste Burg ist unser Gott
- BWV303 - Ein' feste Burg ist unser Gott
- BWV304 - Eins ist Not! ach Herr, dies Eine
- BWV305 - Erbarm' dich mein, o Herre gott
- BWV306 - Erstanden ist der heil'ge Christ
- BWV307 - Es ist gewisslich an der Zeit
- BWV308 - Es spricht der Unweisen Mund wohl
- BWV309 - Es stehn vor Gottes Throne
- BWV310 - Es wird schier der letzte Tag herkommen
- BWV311 - Es woll' uns Gott genädig sein
- BWV312 - Es woll' uns Gott genädig sein
- BWV313 - Für Freuden lasst uns springen
- BWV314 - Gelobet seist du, Jesu Christ
- BWV315 - Gib dich zufrieden und sei stille
- BWV316 - Gott, der du selber bist das Licht
- BWV317 - Gott, der Vater, wohn' uns bei
- BWV318 - Gottes Sohn ist kommen
- BWV319 - Gott hat das Evangelium
- BWV320 - Gott lebet noch
- BWV321 - Gotlob, es geht nunmehr zu Ende
- BWV322 - Gott sei gelobet und gebenedeiet/Meine Seele erhebet den Herrn
- BWV323 - Gott sei uns gnädig
- BWV324 - Meine Seele erhebet den Herrn
- BWV325 - Heilig, heilig
- BWV326 - Herr Gott, dich loben alle wir
- BWV327 - Für deinen Thron tret' ich hiermit
- BWV328 - Herr, Gott, dich loben wir
- BWV329 - Herr, icj denk' an jene Zeit
- BWV330 - Herr, ich habe missgehandelt
- BWV331 - Herr, ich habe missgehandelt
- BWV332 - Herr Jesu Christe, dich zu uns wend
- BWV333 - Herr Jesu Christ, du hast bereit't
- BWV334 - Herr Jesu Christ, du höchstes Gut
- BWV335 - Herr Jesu Christ, mein's Lebens Licht
- BWV336 - Herr Jesu Christ, wahr'r Mensch und Gott
- BWV337 - Herr, nun lass in Frieden
- BWV338 - Herr, straf mich nicht in deinem Zorn
- BWV339 - Herr, wie du willst, so schick's mit mir
- BWV340 - Herzlich lieb hab ich dich, o Herr
- BWV341 - Heut'ist, o Mensch, ein grosser Traürtag
- BWV342 - Heut' triumphieret Gottes Sohn
- BWV343 - Hilf, Gott, dass mir's gelinge
- BWV344 - Hilf, Herr Jesu, lass gelingen
- BWV345 - Ich bin ja, Herr, in deiner Macht
- BWV346 - Ich dank' dir Gott fur all' Wohltat
- BWV347 - Ich dank' dir, lieber Herre
- BWV348 - Ich dank' dir, lieber Herre
- BWV349 - Ich dank' dir schon durch deinen Sohn
- BWV350 - Ich danke dir, o Gott, in deinem Throne
- BWV351 - Ich hab' mein' Sach' Gott heimgestellt
- BWV352 - Jesu, der du meine Seele
- BWV353 - Jesu, der du meine Seele
- BWV354 - Jesu, der du meine Seele
- BWV355 - Jesu, der du selbsten wohl
- BWV356 - Jesu, du mein liebstes Leben
- BWV357 - Jesu, Jesu, du bist mein
- BWV358 - Jesu, meine Freude
- BWV359 - esu meiner Seelen Wonne
- BWV360 - Jesu, meiner Freuden Freude
- BWV361 - Jesu, meines Herzens Freud'
- BWV362 - Jesu, nun sei gepreiset
- BWV363 - Jesus Christus, unser Heiland
- BWV364 - Jesus Christus, unser Heiland
- BWV365 - Jesus, meine Zuversicht
- BWV366 - Ihr Gestirn', ihr hohlen Lüfte
- BWV367 - In allen meinen Taten
- BWV368 - In dulci jubilo
- BWV369 - Keinen hat Gott verlassen
- BWV370 - Komm, Gott Schöpfer, heiliger Geist
- BWV371 - Kyrie, Gott Vater in Ewigkeit
- BWV372 - Lass, o Herr, dein Ohr sich neigen
- BWV373 - Liebster Jesu, wir sind hier
- BWV374 - Lobet den Herren, denn er ist freundlich
- BWV375 - Lobt Gott, ihr Christen, allzugleich
- BWV376 - Lobt Gott, ihr Christen, allzugleich
- BWV377 - Mach's mit mir, Gott, nach deiner Güt'
- BWV378 - Meine Augen schliess' ich jetzt
- BWV379 - Meinen Jesum lass'ich nicht, Jesus
- BWV380 - Meinen Jesum lass'ich nicht, weil
- BWV381 - Meines Lebens letzte Zeit
- BWV382 - Harmonised chorale
- BWV383 - Mitten wir im Leben sind
- BWV384 - Nicht so traurig, nicht so sehr
- BWV385 - Nun bitten wir den heiligen Geist
- BWV386 - Nun danket alle Gott
- BWV387 - Nun freut euch, Gottes Kinder all'
- BWV388 - Nun freut euch, lieben Christen g'mein
- BWV389 - Nun lob', mein' Seel', den Herren
- BWV390 - Nun lob', mein Seel', den Herren
- BWV391 - Nun preiset alle Gottes Barmherzigkeit
- BWV392 - Nun ruhen alle Wälder
- BWV393 - O Welt, sieh hier dein Leben
- BWV394 - O Welt, sieh hier dein Leben
- BWV395 - O Welt, sieh hier dein Leben
- BWV396 - Nun sich der Tag geendet hat
- BWV397 - O Ewigkeit, du Donnerwort
- BWV398 - O Gott, du frommer Gott
- BWV399 - O Gott, du frommer Gott
- BWV400 - O Herzensangst, o Bangigkeit
- BWV401 - O Lamm Gottes, unschuldig
- BWV402 - O Mensch, bewein' dein' Sünde gross
- BWV403 - O Mensch, schaü Jesum Christum an
- BWV404 - O Traurigkeit, o Herzeleid
- BWV405 - O wie selig seid ihr doch, ihr Frommen
- BWV406 - O wie selig seid ihr doch, ihr Frommen
- BWV407 - O wir armen Sünder
- BWV408 - Schaut, ihr Sünder
- BWV409 - Seelen-Bräutigam
- BWV410 - Sie gergrüsset, Jesu gütig
- BWV411 - Singet dem Herrn ein neüs Lied
- BWV412 - So gibst du nun, mein Jesu, gute Nacht
- BWV413 - Sollt' ich meinem Gott nicht singen
- BWV414 - Uns ist ein Kindlein heut' gebor'n
- BWV415 - Valet will ich dir geben
- BWV416 - Vater unser im Himmelreich
- BWV417 - Von Gott will ich nicht lassen
- BWV418 - Von Gott will ich nicht lassen
- BWV419 - Von Gott will ich nicht lassen
- BWV420 - Warum betrübst du dich, mein Herz
- BWV421 - Warum betrübst du dich, mein Herz
- BWV422 - Warum sollt' ich mich denn grämen
- BWV423 - Was betrübst du dich, mein Herze
- BWV424 - Was bist du doch, o Seele, so betrübet
- BWV425 - Was willst du dich, o meine Seele
- BWV426 - Weltlich Ehr' und zeitlich Gut
- BWV427 - Wenn ich in Angst und Not
- BWV428 - Wenn mein Stündlein vorhanden ist
- BWV429 - Wenn mein Stündlein vorhanden ist
- BWV430 - Wenn mein Stündlein vorhanden ist
- BWV431 - Wenn wir in höchsten Nöten sein
- BWV432 - Wenn wir höchsten Nöten sein
- BWV433 - Wer Gott vertraut, hat wohl gebaut
- BWV434 - Wer nur den liebe Gott lässt walten
- BWV435 - Wie bist du, Seele, in mir so gar betrübt
- BWV436 - Wie schön leuchtet der Morgenstern
- BWV437 - Wir glauben all' an einen Gott
- BWV438 - Wo Gott zum Haus nicht gibt sein' Gunst

### Pesmi in arije (439-518)
- BWV439 - Ach, dass nicht die letzte Stunde
- BWV440 - Auf, auf! die rechte Zeit ist hier
- BWV441 - Auf! auf! mein Herz, mit Freuden
- BWV442 - Beglueckter Stand getreuer Seelen
- BWV443 - Beschraenkt, ihr Weisen dieser Welt
- BWV444 - Brich entzwei, mein armes Herze
- BWV445 - Brunnquell aller Gueter
- BWV446 - Der lieben Sonnen Licht und Pracht
- BWV447 - Der Tag ist hin, die Sonne gehet nieder
- BWV448 - Der Tag mit seinem Lichte
- BWV449 - Dich bet'ich an, mein hoechster Gott
- BWV450 - Die bittre Leidenszeit beginnet abermal
- BWV451 - Die goldne Sonne, voll Freud' und Wonne
- BWV452 - Dir, dir Jehovah, will ich singen
- BWV453 - Eins ist Not! ach Herr, dies Eine
- BWV454 - Ermuntre dich, mein schwacher Geist
- BWV455 - Erwuergtes Lamm, das die verwahrten Siegel
- BWV456 - Es glaenzet der Christen
- BWV457 - Es ist nun aus mit meinem Leben
- BWV458 - Es ist vollbracht! vergiss ja nicht
- BWV459 - Es kostet viel, ein Christ zu sein
- BWV460 - Gib dich zufrieden und sei stille
- BWV461 - Gott lebet noch; Seele, was verzagst du doch?
- BWV462 - Gott, wie gross ist deine Guete
- BWV463 - Herr, nicht schicke deine Rache
- BWV464 - Ich bin ja, Herr, in deiner Macht
- BWV465 - Ich freue mich in dir
- BWV466 - Ich halte treulich still und liebe
- BWV467 - Ich lass' dich nicht
- BWV468 - Ich liebe Jesum alle Stund'
- BWV469 - Ich steh' an deiner Krippen hier
- BWV470 - Jesu, Jesu, du bist mein
- BWV471 - Jesu, deine Liebeswunden
- BWV472 - Jesu, meines Glaubens Zier
- BWV473 - Jesu, meines Herzens Freud
- BWV474 - Jesus ist das schoenste Licht
- BWV475 - Jesus, unser Trost und Leben
- BWV476 - Ich Gestirn', ihr hohen Lufte
- BWV477 - Kein Stuendlein geht dahin
- BWV478 - Komm, suesser Tod, komm, sel'ge Ruh!
- BWV479 - Kommt, Seelen, dieser Tag
- BWV480 - Kommt wieder aus der finstern Gruft
- BWV481 - Lasset uns mit Jesu ziehen
- BWV482 - Liebes Herz, bedenke doch
- BWV483 - Liebster Gott, wann werd' ich sterben?
- BWV484 - Liebster Herr Jesu! wo bleibest du so lange?
- BWV485 - Liebster Immanuel, Herzog der Frommen
- BWV486 - Mein Jesu, dem die Seraphinen
- BWV487 - Mein Jesu! was fuer Seelenweh
- BWV488 - Meines Lebens letzte Zeit
- BWV489 - Nicht so traurig, nicht so sehr
- BWV490 - Nur mein Jesus ist mein Leben
- BWV491 - O du Liebe meiner Liebe
- BWV492 - O finstre Nacht
- BWV493 - O Jesulein Suess, o Jesulein mild
- BWV494 - O liebe Selle, zieh' die Sinnen
- BWV495 - O wie selig seid ihr doch, ihr Frommen
- BWV496 - Seelen-Braeutigam, Jesu, Gottes Lamm!
- BWV497 - Seelenweide, meine Freude
- BWV498 - Selig, wer an Jesum denkt
- BWV499 - Sei gegruesset, Jesu guetig
- BWV500 - So gehst du nun, mein Jesu, hin
- BWV501 - So giebst du nun, mein Jesu, gute Nacht
- BWV502 - So wuensch' ich mir zu guter Letzt
- BWV503 - Steh' ich bei meinem Gott
- BWV504 - Vergiss mein nicht, dass ich dein nicht
- BWV505 - Vergiss mein nicht, vergiss mein nicht
- BWV506 - Was bist du doch, o Seele, so betruebet
- BWV507 - Wo ist mein Schaeflein, das ich liebe

### Korali za knjižico Ane Magdalene Bach
- BWV508 - Bist du bei mir - skladbo naj bi skomponiral Gottfried Heinrich Stölzel.
- BWV509 - Gedenke doch, mein Gesit, aria
- BWV510 - Gib dich zufrieden, chorale
- BWV511 - Gib dich zufrieden, chorale
- BWV512 - Gib dich zufrieden, chorale
- BWV513 - O Ewigkeit, du Donnerwort, chorale
- BWV514 - Schaffs mit mir, Gott, chorale
- BWV515 - So oft ich meine Tobackspfeife, aria
- BWV515a - So oft ich meine Tobackspfeife
- BWV516 - Warum betruebst du dich, aria
- BWV517 - Wie wohl ist mir, o Freund der Seelen
- BWV518 - Wilst du dein Herz mir schenken

### Pesmi (519-523)
- BWV 519 - Hier lieg' ich nun
- BWV 520 - Das walt' mein Gott
- BWV 521 - Gott mein Herz dir Dank
- BWV 522 - Meine Seele, lass es gehen
- BWV 523 - Ich gnuege mich an meinem Stine

### Quodlibet (524-524)
- BWV 524 - Quodlibet

## Dela za orgle

### Sonate za orgle (525-530)
- BWV 525 - Trio sonata v Es duru
- BWV 526 - Trio sonata v C  molu
- BWV 527 - Trio sonata v D molu
- BWV 528 - Trio sonata v E molu
- BWV 528a - Inante v D molu
- BWV 529 - Trio sonata v C duru
- BWV 530 - Trio sonata v G duru

### Preludiji in fuge , toccate in fuge, fantazije za orgle (531-591)
- BWV 531 - Preludij in fuga v C duru
- BWV 532 - Preludij in fuga v D duru
- BWV 532a - Fuga v D duru
- BWV 533 - Preludij in fuga v E molu »Mali«
- BWV 534 - Preludij in fuga v F molu
- BWV 535 - Preludij in fuga v G molu
- BWV 535a - Preludij in fuga v G molu
- BWV 536 - Preludij in fuga v A duru
- BWV 536a - Preludij v A duru
- BWV 537 - Fantazija (Preludij) in fuga v C molu
- BWV 538 - Toccata in fuga v d molu »Dorian«
- BWV 539 - Preludij in fuga v d molu
- BWV 539a - Fuga v d molu
- BWV 540 - Toccata in fuga v F duru
- BWV 541 - Preludij in fuga v G duru
- BWV 542 - Fantazija in Fuga »Grin« v G molu
- BWV 542a - Fuga v G molu
- BWV 543 - Preludij in fuga v A molu
- BWV 544 - Preludij in fuga v H molu
- BWV 545 - Preludij in fuga v C duru
- BWV 545a - Preludij in fuga v C duru
- BWV 545b - Preludij, trio in fuga v B duru
- BWV 546 - Preludij in fuga v C molu
- BWV 547 - Preludij in fuga v C duru
- BWV 548 - Preludij in fuga v E molu »Grin«
- BWV 549 - Preludij in fuga v C molu
- BWV 550 - Preludij in fuga v G duru
- BWV 551 - Preludij in fuga v A molu
- BWV 552 - Preludij in fuga v Es duru »Sveta Ana«
- BWV 553 - Kratek preludij in fuga v C duru (sporno avtorstvo, J. T. Krebs)
- BWV 554 - Kratek preludij in fuga v D molu (sporno avtorstvo, J. T. Krebs)
- BWV 555 - Kratek preludij in fuga v E molu (sporno avtorstvo, J. T. Krebs)
- BWV 556 - Kratek preludij in fuga v F duru (sporno avtorstvo, J. T. Krebs)
- BWV 557 - Kratek preludij in fuga v G duru (sporno avtorstvo, J. T. Krebs)
- BWV 558 - Kratek preludij in fuga v G molu (sporno avtorstvo, J. T. Krebs)
- BWV 559 - Kratek preludij in fuga v A molu (sporno avtorstvo, J. T. Krebs)
- BWV 560 - Kratek preludij in fuga v B duru (sporno avtorstvo, J. T. Krebs)
- BWV 561 - Fantazija in fuga v A molu (sporno avtorstvo)
- BWV 562 - Fantazija in fuga v C molu (fuga je nedokončana)
- BWV 563 - Fantazija z imitacijo v H molu (sporno avtorstvo)
- BWV 564 - Toccata, adagio in fuga v C duru (sporno avtorstvo)
- BWV 565 - Toccata in fuga v D molu (sporno avtorstvo)
- BWV 566 - Toccata in fuga v E duru (sporno avtorstvo)
- BWV 566a - Toccata v E duru
- BWV 567 - Preludij v C duru
- BWV 568 - Preludij v G duru
- BWV 569 - Preludij v A molu
- BWV 570 - Fantazija v C duru
- BWV 571 - Fantazija (Koncert) v G duru (sporno avtorstvo)
- BWV 572 - Fantazija v G duru
- BWV 573 - Fantazija v C duru (nedokončano delo)
- BWV 574 - Fuga v C molu
- BWV 574a - Fuga v C molu
- BWV 575 - Fuga v C molu
- BWV 576 - Fuga v G duru
- BWV 577 - Fuga v G duru (sporno avtorstvo)
- BWV 578 - Fuga v G molu (sporno avtorstvo)
- BWV 579 - Fuga na Corellijevo temo, v H molu
- BWV 580 - Fuga v D duru (sporno avtorstvo)
- BWV 581 - Fuga v G duru (sporno avtorstvo)
- BWV 581a - Fuga v G duru (sporno avtorstvo)
- BWV 582 - Passacaglia v C molu
- BWV 583 - Trio v D molu (sporno avtorstvo)
- BWV 584 - Trio v G molu (sporno avtorstvo)
- BWV 585 - Trio v C molu (sporno avtorstvo, J. F. Fasch)
- BWV 586 - Trio v G duru (sporno avtorstvo, prekomponirano:  Telemann)
- BWV 587 - Arija v F duru (sporno avtorstvo, prekomponirano:  Couperin)
- BWV 588 - Canzona  v  D molu
- BWV 589 - Alla Breve in D duru (sporno avtorstvo)
- BWV 590 - Pastorala in F duru (nedokončano delo)
- BWV 591 - Kleines Harmonisches Labyrinth (Mali harmonski labirint) (sporno avtorstvo, Heinichen)

### Koncerti za orgle (592-598)
- BWV 592 - Koncert v G duru (prekomponirano: Johann Ernst)
- BWV 592a - Koncert v G duru (za čembalo)
- BWV 593 - Koncert v A molu (prekomponirano: Vivaldi, Koncert grosso, op.3, št.8)
- BWV 594 - Koncert v C duru (prekomponirano: Vivaldi, Koncert grosso, op.7, št.5)
- BWV 595 - Koncert v C duru (prekomponirano: Johann Ernst)
- BWV 596 - Koncert v D molu (prekomponirano: Vivaldi, Koncert grosso, op.3, št.11)
- BWV 597 - Koncert v Es duru (sporno avtorstvo, neznanega izvora)
- BWV 598 - Pedal-Exercitium v G molu (nedokončano delo)

### Orgel-Büchlein (»Orgelska knjižica«) (599-644)
- BWV 599 - Nun komm, der Heiden Heilin
- BWV 600 - Gott, duruch deine Guete
- BWV 601 - Herr Christ, der ein'ge Gottes-Sohn
- BWV 602 - Lob sei dem allmaechtigen Gott
- BWV 603 - Puer natus in Bethlehem
- BWV 604 - Gelobet seist du, Jesu Christ
- BWV 605 - Der Tag, der ist so freudenreich
- BWV 606 - Vom Himmel hoch, da komm'ich her
- BWV 607 - Vom Himmel kam der Engel Schaar
- BWV 608 - In dulci jubilo
- BWV 609 - Lobt Gott, ihr Christen allzugleich
- BWV 610 - Jesu, mein Freude
- BWV 611 - Christum wir sollen loben schon
- BWV 612 - Wir Christenleut'
- BWV 613 - Helft mir Gottes Güte preisen
- BWV 614 - Das alte Jahre vergangen ist
- BWV 615 - In dir ist Freude
- BWV 616 - Mit Fried' und Freud'ich fahr dahin
- BWV 617 - Herr Gott, nun schleuss den Himmel auf
- BWV 618 - O Lamm Gottes, unschuldig
- BWV 619 - Christe, du Lamm Gottes
- BWV 620 - Christus, der uns selig macht
- BWV 620a - Christus, der uns selig macht
- BWV 621 - Da Jesus an dem Kreuze stund'
- BWV 622 - O Mensch, bewein' dein' Suende gross
- BWV 623 - Wir danken dir, Herr Jesu Christ
- BWV 624 - Hilf Gott, dass mir's gelinge
- BWV 625 - Christ lag in Todesbinen
- BWV 626 - Jesus Christus, unser Heilin
- BWV 627 - Christ ist erstinen
- BWV 628 - Erstinen ist der heil'ge Christ
- BWV 629 - Erschienen ist der herrliche Tag
- BWV 630 - Heut' triumphiret Gottes Sohn
- BWV 631 - Komm, Gott Schoepfer, heiliger Geist
- BWV 632 - Herr Jesu Christ, dich zu uns wend'
- BWV 633 - Liebster Jesu, wir sind hier
- BWV 634 - Liebster Jesu, wir sind hier
- BWV 635 - Dies sind die heil'gen zehn Gebot'
- BWV 636 - Vater unser im Himmelreich
- BWV 637 - Duruch Adam's Fall ist ganz verderbt
- BWV 638 - Es ist das Heil uns kommen her
- BWV 639 - Ich ruf' zu dir, Herr Jesu Christ
- BWV 640 - In dich hab' ich gehoffet, Herr
- BWV 641 - Wenn wir in hoechsten Nothen sein
- BWV 642 - Wer nur den lieben Gott laesst walten
- BWV 643 - Alle Menschen mussen sterben
- BWV 644 - Ach wie nichtig, ach wie fluechtig

### Koralni preludiji za orgle (645-668)
- BWV 645 - Wachet auf, ruft uns die Stimme
- BWV 646 - Woll soll ich fliehen hin
- BWV 647 - Wer nur den lieben Gott laesst walten
- BWV 648 - Meine Seele erhebt den Herren
- BWV 649 - Ach bleib bei uns, Herr Jesu Christ
- BWV 650 - Kommst du nun, Jesu, von Himmel herunter
- BWV 651 - Komm, Heiliger Geist, Herre Gott
- BWV 651a - Komm, Heiliger Geist, Herre Gott
- BWV 652 - Komm, Heiliger Geist
- BWV 653 - An Waserfluessen Babylon
- BWV 653a - An Waserfluessen Babylon
- BWV 653b - An Waserfluessen Babylon
- BWV 654 - Schmuecke dich, o liebe Seele
- BWV 655 - Herr Jesu Christ, dich zu uns wend
- BWV 655a - Herr Jesu Christ, dich zu uns wend
- BWV 655b - Herr Jesu Christ, dich zu uns wend
- BWV 655c - Herr Jesu Christ, dich zu uns wend
- BWV 656 - O Lamm Gottes, unschuldig
- BWV 656a - O Lamm Gottes, unschuldig
- BWV 657 - Nun danket alle Gott
- BWV 658 - Von Gott will ich nicht lassen
- BWV 658a - Von Gott will ich nicht lassen
- BWV 659 - Nun komm, der Heiden Heilin
- BWV 659a - Nun komm, der Heiden Heilin
- BWV 660 - Nun komm, der Heiden Heilin
- BWV 660a - Nun komm, der Heiden Heilin
- BWV 660b - Nun komm, der Heiden Heilin
- BWV 661 - Nun komm, der Heiden Heilin
- BWV 661a - Nun komm, der Heiden Heilin
- BWV 662 - Allein Gott in der Höh' sei Ehr'
- BWV 663 - Allein Gott in der Höh' sei Ehr'
- BWV 663a - Allein Gott in der Höh' sei Ehr'
- BWV 664 - Allein Gott in der Höh' sei Ehr'
- BWV 664a - Allein Gott in der Höh' sei Ehr'
- BWV 665 - Jesu Christus unser Heilin
- BWV 665a - Jesu Christus unser Heilin
- BWV 666 - Jesus Christus unser Heilin
- BWV 667 - Komm, Gott Scoepfer, heiliger Geist
- BWV 668 - Vor deinen Thron tret' ich
- BWV 668a - Vor deinen Thron tret' ich

### Klavirske vaje (Klavier Übung, III, bestehend in verschedenen Vorspielen über die Catechismus- und inere Gesaenge (za orgle) ) (669-689)
- BWV 669 - Kyrie, Gott Vater in Ewigkeit
- BWV 670 - Christe, aller Welt Trost
- BWV 671 - Kyrie, Gott heiliger Geist
- BWV 672 - Kyrie, Gott Vater in Ewigkeit
- BWV 673 - Christe, aller Welt Trost
- BWV 674 - Kyrie, Gott heiliger Geist
- BWV 675 - Allein Gott in der Hoeh' sei Ehr
- BWV 676 - Allein Gott in der Hoeh' sei Ehr
- BWV 677 - Allein Gott in der Hoeh' sei Ehr
- BWV 678 - Dies sind die heilgen zehn Gebot
- BWV 679 - Dies sind die heilgen zehn Gebot
- BWV 680 - Wir glauben all' an einen Gott
- BWV 681 - Wir glauben all' an einen Gott
- BWV 682 - Vater unser Himmelreich
- BWV 683 - Vater unser im Himmelreich
- BWV 684 - Christ, unser Herr, zum Jordan kam
- BWV 685 - Christ, unser Herr, zum Jordan kam
- BWV 686 - Aus tiefer Not schrei ich zu dir
- BWV 687 - Aus tiefer Not schrei ich zu dir
- BWV 688 - Jesus Christus unser Heilin, der von uns den Zorn Gottes wint
- BWV 689 - Jesus Christus unser Heilin

### Koralni preludiji Kirnberger (za orgle) (690-713)
- BWV 690 - Wer nur den lieben Gott lasst walten
- BWV 691 - Wer nun den lieben Gott lasst walten
- BWV 691a - Wer nun den lieben Gott lasst walten
- BWV 692 - Ach Gott und Herr
- BWV 692a - Ach Gott und Herr
- BWV 693 - Ach Gott und Herr
- BWV 694 - Wo soll ich fliehen hin
- BWV 695 - Christ lag in Todes Binen
- BWV 695a - Christ lag in Todes Binen
- BWV 696 - Christum wir sollen loben schon (Fughetta)
- BWV 697 - Gelobet seist du, Jesu Christ (Fughetta)
- BWV 698 - Herr Christ, der eineg Gottes Sohn (Fughetta)
- BWV 699 - Nun komm, der Heiden Heilin (Fughetta)
- BWV 700 - Vom Himmel hoch, da komm ich her
- BWV 701 - Vom Himmel hoch, da komm ich her (Fughetta)
- BWV 702 - Das Jesulein soll doch mein Trost (Fughetta)
- BWV 703 - Gottes Sohn ist kommen (Fughetta)
- BWV 704 - Lob sei dem allmaechtigen Gott (Fughetta)
- BWV 705 - Duruch Adams Fall ist ganz verderbt
- BWV 706 - Liebster Jesu, wir sind hier
- BWV 707 - Ich hab' mein' Sach' Gott heimgestellt
- BWV 708 - Ich hab' mein' Sach' Gott heimgestellt
- BWV 708a - Ich hab' mein' Sach' Gott heimgestellt
- BWV 709 - Herr Jesu Christ, dich zu uns wend
- BWV 710 - Wir Christenleut habn jetzund Freud
- BWV 711 - Allein Gott in der Hoeh' sei Ehr
- BWV 712 - In dich hab' ich gehoffet, Herr
- BWV 713 - Jesu meine Freude (Fantazija)
- BWV 713a - Jesu meine Freude (Fantazija)

### Ostali koralni preludiji (714-764)
- BWV 714 - Ach Gott und Herr
- BWV 715 - Allein Gott in der Hoh sei Ehr
- BWV 716 - Fuga super Allein Gott in der Hoeh sei Ehr
- BWV 717 - Allein Gott in der Hoh sei Ehr'
- BWV 718 - Christ lag in Todes binen
- BWV 719 - Der Tag, der ist so freudenreich
- BWV 720 - Ein feste Burg ist unser Gott
- BWV 721 - Erbarm dich mein, o Herre Gott
- BWV 722 - Gelobet seist du, Jesu Christ
- BWV 723 - Gelobet seist du, Jesu Christ
- BWV 724 - Gott, duruch dein Guete (Gottes Sohn ist kommen)
- BWV 725 - Herr Gott, dich loben wir
- BWV 726 - Herr Jesu Christ, dich zu uns wend
- BWV 727 - Herzlich tut mich verlangen
- BWV 728 - Jesus, meine Zuversicht
- BWV 729 - In dulci jubilo
- BWV 730 - Liebster Jesu, wir sind hier
- BWV 731 - Liebster Jesu, wir sind hier
- BWV 732 - Lobt Gott, ihr Christen, allzugleich
- BWV 733 - Meine Seele erhebt den Herren (Magnifikat)
- BWV 734 - Nun freut euch, lieben Christen/Es ist gewisslich an der Zeit
- BWV 735 - Valet will ich dir geben
- BWV 736 - Valet will ich dir geben
- BWV 737 - Vater unser im Himmelreich
- BWV 738 - Von Himmel hoch, da komm' ich her
- BWV 738a - Von Himmel hoch, da komm' ich her
- BWV 739 - Wie schoen leuchter der Morgenstern
- BWV 740 - Wir glauben all' an einen Gott, Vater  (sporno avtorstvo)
- BWV 741 - Ach Gott, von Himmel sieh' darein
- BWV 742 - Ach Herr, mich armen Sunder
- BWV 743 - Ach, was ist doch unser Leben
- BWV 744 - Auf meinen lieben Gott
- BWV 745 - Aus der Tiefe rufe ich
- BWV 746 - Christ ist erstinen
- BWV 747 - Christus, der uns selig macht
- BWV 748 - Gott der Vater wohn' uns bei
- BWV 748a - Gott der Vater wohn' uns bei
- BWV 749 - Herr Jesu Christ, dich zu uns wend'
- BWV 750 - Herr Jesu Christ, mein's Lebens Licht
- BWV 751 - In dulci jubilo
- BWV 752 - Jesu, der du meine Seele
- BWV 753 - Jesu, meine Freude
- BWV 754 - Liebster Jesu, wir sind hier
- BWV 755 - Nun freut euch, lieben Christen
- BWV 756 - Nun ruhen alle Waelder
- BWV 757 - O herre Gott, din goettlich's Wort
- BWV 758 - O vater, allmaechtiger Gott
- BWV 759 - Schmuecke dich, o liebe Seele
- BWV 760 - Vater unser im Himmelreich
- BWV 761 - Vater unser im Himmelreich
- BWV 762 - Vater unser im Himmelreich
- BWV 763 - Wie schoen leuchtet der Morgenstern
- BWV 764 - Wie schoen leuchtet der Morgernstern

### Partite in varijacije na korale (za orgle) (765-771)
- BWV 765 - Wir glauben all' an einen Gott  (sporno avtorstvo)
- BWV 766 - Christ, der du bist der helle Tag
- BWV 767 - O Gott, du frommer Gott
- BWV 768 - Sei gegruesset, Jesu guetig
- BWV 769 - Von Himmel hoch, da komm' ich her (Kanonic Varijacije)
- BWV 770 - Ach, was soll ich Sunder machen  (sporno avtorstvo)
- BWV 771 - Allein Gott in der Hoh sei Ehr (not by Bach)

## Dela za klavir in čembalo

### Dvoglasne invencije (za klavir) (772-786)
- BWV 772 - Dvoglasna invencija št. 1
- BWV 772a - Dvoglasna invencija št. 1
- BWV 773 - Dvoglasna invencija št. 2
- BWV 774 - Dvoglasna invencija št. 3
- BWV 775 - Dvoglasna invencija št. 4
- BWV 776 - Dvoglasna invencija št. 5
- BWV 777 - Dvoglasna invencija št. 6
- BWV 778 - Dvoglasna invencija št. 7
- BWV 779 - Dvoglasna invencija št. 8
- BWV 780 - Dvoglasna invencija št. 9
- BWV 781 - Dvoglasna invencija št. 10
- BWV 782 - Dvoglasna invencija št. 11
- BWV 783 - Dvoglasna invencija št. 12
- BWV 784 - Dvoglasna invencija št. 13
- BWV 785 - Dvoglasna invencija št. 14
- BWV 786 - Dvoglasna invencija št. 15

### Triglasne invencije (simfonije; za klavir) (787-801)
- BWV 787 - Triglasna simfonija št. 1
- BWV 788 - Triglasna simfonija št. 2
- BWV 789 - Triglasna simfonija št. 3
- BWV 790 - Triglasna simfonija št. 4
- BWV 791 - Triglasna simfonija št. 5
- BWV 792 - Triglasna simfonija št. 6
- BWV 793 - Triglasna simfonija št. 7
- BWV 794 - Triglasna simfonija št. 8
- BWV 795 - Triglasna simfonija št. 9
- BWV 796 - Triglasna simfonija št. 10
- BWV 797 - Triglasna simfonija št. 11
- BWV 798 - Triglasna simfonija št. 12
- BWV 799 - Triglasna simfonija št. 13
- BWV 800 - Triglasna simfonija št. 14
- BWV 801 - Triglasna simfonija št. 15

### Dueti (za klavir) (802-805)
- BWV 802 - Duet
- BWV 803 - Duet
- BWV 804 - Duet
- BWV 805 - Duet

### Angleške suite (za klavir) (806-811)
- BWV 806 - Angleška suita  št. 1
- BWV 807 - Angleška suita  št. 2
- BWV 808 - Angleška suita  št. 3
- BWV 809 - Angleška suita  št. 4
- BWV 810 - Angleška suita  št. 5
- BWV 811 - Angleška suita  št. 6

### Francoske suite (za klavir) (812-817)
- BWV 812 - Francoska suita  št. 1
- BWV 813 - Francoska suita  št. 2
- BWV 814 - Francoska suita  št. 3
- BWV 815 - Francoska suita  št. 4
- BWV 815a - Francoska suita  št. 4
- BWV 816 - Francoska suita  št. 5
- BWV 817 - Francoska suita  št. 6

### Druge suite (za klavir) (818-824)
- BWV 818 - Suita
- BWV 818a - Suita
- BWV 819 - Suita
- BWV 819a - Suita
- BWV 820 - Uvertura (Suita)
- BWV 821 - Suita
- BWV 822 - Suita
- BWV 823 - Suita
- BWV 824 - Suita

### Partite (za klavir) (825-830)
- BWV 825 - Partita št. 1
- BWV 826 - Partita št. 2
- BWV 827 - Partita št. 3
- BWV 828 - Partita št. 4
- BWV 829 - Partita št. 5
- BWV 830 - Partita št. 6

### Različne skladbe za klavir (831-845)
- BWV 831 – Uvertura v francoskem stilu
- BWV 832 - Partita
- BWV 833 - Preludij in partita
- BWV 834 - Allemine
- BWV 835 - Allemine
- BWV 836 - Allemine
- BWV 837 - Allemine
- BWV 838 - Allemanda in couranta
- BWV 839 - Sarabanda
- BWV 840 - Courante
- BWV 841 - Menuet
- BWV 842 - Menuet
- BWV 843 - Menuet
- BWV 844 - Scherzo
- BWV 844a - Scherzo
- BWV 845 - Gigue

### Dobro uglašeni klavir (WTK) (846-893)
- BWV 846 - Dobro uglašeni klavir 1 (WTK 1): Preludij in fuga št. 1
- BWV 847 - Dobro uglašeni klavir 1 (WTK 1): Preludij in fuga št. 2
- BWV 848 - Dobro uglašeni klavir 1 (WTK 1): Preludij in fuga št. 3
- BWV 849 - Dobro uglašeni klavir 1 (WTK 1): Preludij in fuga št. 4
- BWV 850 - Dobro uglašeni klavir 1 (WTK 1): Preludij in fuga št. 5
- BWV 851 - Dobro uglašeni klavir 1 (WTK 1): Preludij in fuga št. 6
- BWV 852 - Dobro uglašeni klavir 1 (WTK 1): Preludij in fuga št. 7
- BWV 853 - Dobro uglašeni klavir 1 (WTK 1): Preludij in fuga št. 8
- BWV 854 - Dobro uglašeni klavir 1 (WTK 1): Preludij in fuga št. 9
- BWV 855 - Dobro uglašeni klavir 1 (WTK 1): Preludij in fuga št. 10
- BWV 856 - Dobro uglašeni klavir 1 (WTK 1): Preludij in fuga št. 11
- BWV 857 - Dobro uglašeni klavir 1 (WTK 1): Preludij in fuga št. 12
- BWV 858 - Dobro uglašeni klavir 1 (WTK 1): Preludij in fuga št. 13
- BWV 859 - Dobro uglašeni klavir 1 (WTK 1): Preludij in fuga št. 14
- BWV 860 - Dobro uglašeni klavir 1 (WTK 1): Preludij in fuga št. 15
- BWV 861 - Dobro uglašeni klavir 1 (WTK 1): Preludij in fuga št. 16
- BWV 862 - Dobro uglašeni klavir 1 (WTK 1): Preludij in fuga št. 17
- BWV 863 - Dobro uglašeni klavir 1 (WTK 1): Preludij in fuga št. 18
- BWV 864 - Dobro uglašeni klavir 1 (WTK 1): Preludij in fuga št. 19
- BWV 865 - Dobro uglašeni klavir 1 (WTK 1): Preludij in fuga št. 20
- BWV 866 - Dobro uglašeni klavir 1 (WTK 1): Preludij in fuga št. 21
- BWV 867 - Dobro uglašeni klavir 1 (WTK 1): Preludij in fuga št. 22
- BWV 868 - Dobro uglašeni klavir 1 (WTK 1): Preludij in fuga št. 23
- BWV 869 - Dobro uglašeni klavir 1 (WTK 1): Preludij in fuga št. 24
- BWV 870 - Dobro uglašeni klavir 2 (WTK 2): Preludij in fuga št. 1
- BWV 871 - Dobro uglašeni klavir 2 (WTK 2): Preludij in fuga št. 2
- BWV 872 - Dobro uglašeni klavir 2 (WTK 2): Preludij in fuga št. 3
- BWV 873 - Dobro uglašeni klavir 2 (WTK 2): Preludij in fuga št. 4
- BWV 874 - Dobro uglašeni klavir 2 (WTK 2): Preludij in fuga št. 5
- BWV 875 - Dobro uglašeni klavir 2 (WTK 2): Preludij in fuga št. 6
- BWV 876 - Dobro uglašeni klavir 2 (WTK 2): Preludij in fuga št. 7
- BWV 877 - Dobro uglašeni klavir 2 (WTK 2): Preludij in fuga št. 8
- BWV 878 - Dobro uglašeni klavir 2 (WTK 2): Preludij in fuga št. 9
- BWV 879 - Dobro uglašeni klavir 2 (WTK 2): Preludij in fuga št. 10
- BWV 880 - Dobro uglašeni klavir 2 (WTK 2): Preludij in fuga št. 11
- BWV 881 - Dobro uglašeni klavir 2 (WTK 2): Preludij in fuga št. 12
- BWV 882 - Dobro uglašeni klavir 2 (WTK 2): Preludij in fuga št. 13
- BWV 883 - Dobro uglašeni klavir 2 (WTK 2): Preludij in fuga št. 14
- BWV 884 - Dobro uglašeni klavir 2 (WTK 2): Preludij in fuga št. 15
- BWV 885 - Dobro uglašeni klavir 2 (WTK 2): Preludij in fuga št. 16
- BWV 886 - Dobro uglašeni klavir 2 (WTK 2): Preludij in fuga št. 17
- BWV 887 - Dobro uglašeni klavir 2 (WTK 2): Preludij in fuga št. 18
- BWV 888 - Dobro uglašeni klavir 2 (WTK 2): Preludij in fuga št. 19
- BWV 889 - Dobro uglašeni klavir 2 (WTK 2): Preludij in fuga št. 20
- BWV 890 - Dobro uglašeni klavir 2 (WTK 2): Preludij in fuga št. 21
- BWV 891 - Dobro uglašeni klavir 2 (WTK 2): Preludij in fuga št. 22
- BWV 892 - Dobro uglašeni klavir 2 (WTK 2): Preludij in fuga št. 23
- BWV 893 - Dobro uglašeni klavir 2 (WTK 2): Preludij in fuga št. 24

### Preludiji in fuge, toccate, fantazije in sonate za klavir ali čembalo (894-994)
- BWV 894 - Preludij in fuga
- BWV 895 - Preludij in fuga
- BWV 896 - Preludij in fuga
- BWV 897 - Preludij in fuga
- BWV 898 - Preludij in fuga v B duru na ime B-A-C-H (dvomljivo)
- BWV 899 - Preludij in fughetta
- BWV 900 - Preludij in fughetta
- BWV 901 - Preludij in fughetta
- BWV 902 - Preludij in fughetta
- BWV 902a - Preludij in fughetta
- BWV 903 - Kromatična fantazija in fuga
- BWV 903a - Kromatična fantazija in fuga
- BWV 904 - Fantazija in fuga
- BWV 905 - Fantazija in fuga
- BWV 906 - Fantazija in fuga
- BWV 907 - Fantazija in fughetta
- BWV 908 - Fantazija in fughetta
- BWV 909 - Koncert in fuga
- BWV 910 - Toccata
- BWV 911 - Toccata
- BWV 912 - Toccata
- BWV 913 - Toccata
- BWV 914 - Toccata
- BWV 915 - Toccata
- BWV 916 - Toccata
- BWV 917 - Fantazija
- BWV 918 - Fantazija
- BWV 919 - Fantazija
- BWV 920 - Fantazija
- BWV 921 - Preludij
- BWV 922 - Preludij
- BWV 923 - Preludij
- BWV 924 - Preludij
- BWV 924a - Preludij
- BWV 925 - Preludij
- BWV 926 - Preludij
- BWV 927 - Praeambulum
- BWV 928 - Preludij
- BWV 929 - Preludij
- BWV 930 - Preludij
- BWV 931 - Preludij
- BWV 932 - Preludij
- BWV 933 - Mali preludij
- BWV 934 - Mali preludij
- BWV 935 - Mali preludij
- BWV 936 - Mali preludij
- BWV 937 - Mali preludij
- BWV 938 - Mali preludij
- BWV 939 - Preludij
- BWV 940 - Preludij
- BWV 941 - Preludij
- BWV 942 - Preludij
- BWV 943 - Preludij
- BWV 944 - Fuga
- BWV 945 - Fuga
- BWV 946 - Fuga
- BWV 947 - Fuga
- BWV 948 - Fuga
- BWV 949 - Fuga
- BWV 950 - Fuga
- BWV 951 - Fuga
- BWV 951a - Fuga
- BWV 952 - Fuga
- BWV 953 - Fuga
- BWV 954 - Fuga
- BWV 955 - Fuga
- BWV 956 - Fuga
- BWV 957 - Fuga
- BWV 958 - Fuga
- BWV 959 - Fuga
- BWV 960 - Fuga
- BWV 961 - Fughetta
- BWV 962 - Fughetta
- BWV 963 - Sonata
- BWV 964 - Sonata
- BWV 965 - Sonata
- BWV 966 - Sonata
- BWV 967 - Sonata
- BWV 968 - Adagio
- BWV 969 - Inante
- BWV 970 - Presto
- BWV 971 - Italijanski koncert
- BWV 972 - Priredba za solo čembalo  (Antonio Vivaldijev Koncert op. 3, št. 7)
- BWV 973 - Priredba za solo čembalo  (Vivaldijev Koncert op. 7, št. 2 )
- BWV 974 - Priredba za solo čembalo  (Koncert za oboo v d molu,  skladatelja Alessinra Marcella)
- BWV 975 - Priredba za solo čembalo  (Vivaldijev violinski koncert op. 4, št. 6)
- BWV 976 - Priredba za solo čembalo  (Vivaldijev Koncert op. 3, št. 12)
- BWV 977 - Priredba za solo čembalo  (neznano delo, verjetno A. Vivaldi)
- BWV 978 - Priredba za solo čembalo  (Vivaldijev Koncert op. 3, št. 3)
- BWV 979 - Priredba za solo čembalo  (Violinski koncert v D molu, skladatelj: Giuseppe Torelli)
- BWV 980 - Priredba za solo čembalo  (Vivaldijev Violinski koncert op. 4, št. 1)
- BWV 981 - Priredba za solo čembalo  (Violinski koncert, skladatelj: Benedetto Marcello)
- BWV 982 - Priredba za solo čembalo   (Koncert, skladatelj: Duke Johann Ernst, op. 1, št. 1
- BWV 983 - Priredba za solo čembalo  (neznani  koncert)
- BWV 984 - Priredba za solo čembalo   (koncert Johanna Ernsta  (tudi priredba za orgle, BWV  595)
- BWV 985 - Priredba za solo čembalo  (Violinski koncert, skladatelj: Georg Philipp Telemann)
- BWV 986 - Priredba za solo čembalo  (neznani koncert, verjetno je avtor skladatelj G. Ph.  Telemann)
- BWV 987 - Priredba za solo čembalo  (Koncert, Duke Johann Ernst, op. 1, št. 4
- BWV 988 - Goldbergove varijacije
- BWV 989 - Arija variata alla maniera italiana
- BWV 990 - Sarabine con partite
- BWV 991 - Air z varijacijami
- BWV 992 - Capriccio sopra la lontananza del suo fratello dilettissimo
- BWV 993 - Capriccio
- BWV 994 - Applicatio

## Dela za različne solistične instrumente

### Dela za lutnjo solo (995-1000)
- BWV 995 - Suita - lutnja
- BWV 996 - Suita - lutnja
- BWV 997 - Suita - lutnja
- BWV 998 - Preludij, fuga in allegro - lutnja
- BWV 999 - Preludij - lutnja
- BWV 1000 - Fuga - lutnja

### Sonate in partite za violino solo (1001-1006)
- BWV 1001 - Sonata št.1 v G molu - violina
- BWV 1002 - Partita št.1 v H molu - violina
- BWV 1003 - Sonata št.2 v A molu - violina
- BWV 1004 - Partita št. 2 v D molu - violina
- BWV 1005 - Sonata št. 3 v C duru - violina
- BWV 1006 - Partita št. 3 v E duru - violina

### Suite za lutnjo solo (1006a)
- BWV 1006a - Suita- lutnja

### Suite za violončelo solo (1007-1013)
- BWV 1007 - Suita za čelo Št. 1
- BWV 1008 - Suita za čelo Št. 2
- BWV 1009 - Suita za čelo Št. 3
- BWV 1010 - Suita za čelo Št. 4
- BWV 1011 - Suita za čelo Št. 5
- BWV 1012 - Suita za čelo Št. 6
- BWV 1013 - Partita - za flavto

## Dela za instrumente s tipkami in druge instrumente

### Sonate za violino in instrumente s tipkami (1014-1026)
- BWV 1014 - Sonata - violina; čembalo
- BWV 1015 - Sonata - violina; čembalo
- BWV 1016 - Sonata - violina; čembalo
- BWV 1017 - Sonata - violina; čembalo
- BWV 1018 - Sonata - violina; čembalo
- BWV 1019 - Sonata - violina; čembalo
- BWV 1019a - Sonata - violina; čembalo
- BWV 1020 - Sonata - violina; flavta; čembalo
- BWV 1021 - Sonata - violina; kontinuo
- BWV 1022 - Sonata - violina; kontinuo
- BWV 1023 - Sonata - violina; kontinuo
- BWV 1024 - Sonata - violina; kontinuo
- BWV 1025 - Suite - violina; čembalo
- BWV 1026 - Fuga - violina; čembalo

### Sonate za violo da gamba in instrumente s tipkami (1027-1029)
- BWV 1027 - Sonata - viola da gamba; čembalo
- BWV 1027a - Trio – z orglami
- BWV 1028 - Sonata - viola da gamba; čembalo
- BWV 1029 - Sonata - viola da gamba; čembalo

### Sonate za flavto in instrumente s tipkami (1030-1040)
- BWV 1030 - Sonata - flavta; čembalo
- BWV 1031 - Sonata - flavta; čembalo
- BWV 1032 - Sonata - flavta; čembalo
- BWV 1033 - Sonata - flavta; kontinuo
- BWV 1034 - Sonata - flavta; kontinuo
- BWV 1035 - Sonata - flavta; kontinuo
- BWV 1036 - Sonata - flavta; kontinuo
- BWV 1037 - Sonata - flavta; kontinuo
- BWV 1038 - Sonata - flavta; kontinuo
- BWV 1039 - Trio Sonata - flavta; kontinuo
- BWV 1040 - Trio - violina; oboe; kontinuo

## Dela za  različne skupine instrumentov

### Violinski koncerti (1041-1045)
- BWV 1041 - Violinski koncert v A molu
- BWV 1042 - Violinski koncert v E duru
- BWV 1043 – Koncert ua 2 violini
- BWV 1044 - Koncert za flavto, violino in čembalo
- BWV 1045 - Violinski koncert

### Brandenburški koncerti(1046-1051)
- BWV 1046 - Brandenburški koncert št. 1
- BWV 1046a - Simfonija
- BWV 1047 - Brandenburški koncert št. 2
- BWV 1048 - Brandenburški koncert št. 3
- BWV 1049 - Brandenburški koncert št. 4
- BWV 1050 - Brandenburški koncert št. 5
- BWV 1050a - Koncert v D Duru
- BWV 1051 - Brandenburški koncert št. 6

### Koncerti za instrumente s tipkami (1052-1065)
- BWV 1052 - Koncert za čembalo
- BWV 1053 - Koncert za čembalo
- BWV 1054 - Koncert za čembalo
- BWV 1055 - Koncert za čembalo
- BWV 1056 - Koncert za čembalo
- BWV 1057 - Koncert za čembalo
- BWV 1058 - Koncert za čembalo
- BWV 1059 - Koncert za čembalo
- BWV 1060 - Koncert za dva čembala
- BWV 1061 - Koncert za dva čembala
- BWV 1062 - Koncert za dva čembala
- BWV 1063 - Koncert za tri čembale
- BWV 1064 - Koncert za tri čembale
- BWV 1065 - Koncert za štiri čembale

### Orkestrske suite (1066-1071)
- BWV 1066 - Orkestrska suita št. 1
- BWV 1067 - Orkestrska suita št. 2
- BWV 1068 - Orkestrska suita št. 3
- BWV 1069 - Orkestrska suita št. 4
- BWV 1070 - Orkestrska suita (sporno avtorstvo)
- BWV 1071 - Simfonija

### Kanoni (1072-1080)
- BWV 1072 - Kanon trias harmonica - orgle
- BWV 1073 - Kanon a 4 perpetuus - orgle
- BWV 1074 - Kanon a 4 - orgle
- BWV 1075 - Kanon a 2 perpetuus - orgle
- BWV 1076 - Kanon triplex a 6 - orgle
- BWV 1077 - Kanone doppio sopr'il soggetto - orgle
- BWV 1078 - Kanon super fa mi a 7 post tempus misicum - orgle
- BWV 1079 - Glasbena daritev (Musikalisches Opfer) - flavta; violina; čembalo; kontinuo
- BWV 1080 – Umetnost fuge (Die Kunst der Fuge)

### Ostali kanoni (1081-1120)
- BWV 1081 - Credo in unum Deum v F-duru
- BWV 1082 - Suscepit Israel puerum suum
- BWV 1083 - Tilge, Höchster, meine Sünden
- BWV 1084 - O hilf, Christe, Gottes Sohn
- BWV 1085 - O Lamm Gottes, unschuldig
- BWV 1086 - Kanon concordia discors - orgle
- BWV 1087 - 14 kanonov na temo prvih 8 not iz Goldbergovih varijacij - za orgle
- BWV 1088 - So heb ich denn mein Auge sehnlich auf
- BWV 1089 - Da Jesus an dem Kreutze stund
- BWV 1090 - Wir Christenleut
- BWV 1091 - Das alte Jahr vergangen ist
- BWV 1092 - Herr Gott, nun schleuß den Himmel auf
- BWV 1093 - Herzliebster Jesu, was hast du verbrochen
- BWV 1094 - O Jesu, wie ist dein Gestalt
- BWV 1095 - O Lamm Gottes unschuldig
- BWV 1096 - Christe, der du bist Tag und Licht (ali: Wir danken dir, Herr Jesu Christ)
- BWV 1097 - Ehre sei dir, Christe, der du leidest Not
- BWV 1098 - Wir glauben all an einen Gott
- BWV 1099 - Aus tiefer Not schrei ich zu dir
- BWV 1100 - Allein zu dir, Herr Jesu Christ
- BWV 1101 - Duruch Adams Fall ist ganz verderbt
- BWV 1102 - Du Friedefürst, Herr Jesu Christ
- BWV 1103 - Erhalt uns, Herr, bei deinem Wort
- BWV 1104 - Wenn dich Unglück tut greifen an
- BWV 1105 - Jesu, meine Freude
- BWV 1106 - Gott ist mein Heil, mein Hilf und Trost
- BWV 1107 - Jesu, meines Lebens Leben
- BWV 1108 - Als Jesus Christus in der Nacht
- BWV 1109 - Ach Gott, tu dich erbarmen
- BWV 1110 - O Herre Gott, dein göttlich Wort
- BWV 1111 - Nun lasset uns den Leib begrab'n
- BWV 1112 - Christus, der ist mein Leben
- BWV 1113 - Ich hab mein Sach Gott heimgestellt
- BWV 1114 - Herr Jesu Christ, du höchstes Gut
- BWV 1115 - Herzlich lieb hab ich dich, o Herr
- BWV 1116 - Was Gott tut, das ist wohlgetan
- BWV 1117 - Alle Menschen müssen sterben
- BWV 1118 - Werde munter, mein Gemüte
- BWV 1119 - Wie nach einer Wasserquelle
- BWV 1120 - Christ, der du bist der helle Tag

## BWV  Anh. 43 do BWV  Anh. 189 (dodatek)

### Različne skladbe
- BWV  Anh. 43 - Fuga - za orgle solo
- BWV  Anh. 44 - Fuga - za orgle solo
- BWV  Anh. 45 - Fuga - za orgle solo
- BWV  Anh. 46 - Trio - za orgle solo
- BWV  Anh. 47 - Ach Herr, mich armen Sünder - vprašljivo avtorstvo
- BWV  Anh. 48 - Allein Gott in der Höh' sei Ehr - vprašljivo avtorstvo
- BWV  Anh. 49 - Ein feste Burg ist unser Gott - vprašljivo avtorstvo
- BWV  Anh. 50 - Erhalt uns, Herr, bei deinem Wort - vprašljivo avtorstvo
- BWV  Anh. 51 - Erstinen ist der heilige Christ - vprašljivo avtorstvo
- BWV  Anh. 52 - Freu dich sehr, o meine Seele - vprašljivo avtorstvo
- BWV  Anh. 53 - Freu dich sehr, o meine Seele - vprašljivo avtorstvo
- BWV  Anh. 54 - Helft mir Gottes Güte preisen - vprašljivo avtorstvo
- BWV  Anh. 55 - Herr Christ, der einig' Gottes Sohn - vprašljivo avtorstvo
- BWV  Anh. 56 - Herr Jesu Christ, dich zu uns wend' - vprašljivo avtorstvo
- BWV  Anh. 57 - Jesu Leiden, Pein und Tod - vprašljivo avtorstvo
- BWV  Anh. 58 - Jesu, meine Freude - vprašljivo avtorstvo
- BWV  Anh. 59 - Jesu, meine Freude - vprašljivo avtorstvo
- BWV  Anh. 60 - Non lob', mein' Seel' den Herren - vprašljivo avtorstvo
- BWV  Anh. 61 - O Mensch, bewein' dein' Sin;uuml;nde groß - vprašljivo avtorstvo
- BWV  Anh. 62a - Sei Lob und Ehr mit hohem Preis - vprašljivo avtorstvo
- BWV  Anh. 62b - Sei Lob und Ehr mit hohem Preis - vprašljivo avtorstvo
- BWV  Anh. 63 - Von Himmel hoch - vprašljivo avtorstvo
- BWV  Anh. 64 - Von Himmel hoch - vprašljivo avtorstvo
- BWV  Anh. 65 - Von Himmel hoch - vprašljivo avtorstvo
- BWV  Anh. 66 - Wachet auf, ruft uns - vprašljivo avtorstvo
- BWV  Anh. 67 - Was Gott tut, das ist wohlgetan - vprašljivo avtorstvo
- BWV  Anh. 68 - Wer nur den lieben Gott läßt walten - vprašljivo avtorstvo
- BWV  Anh. 69 - Wir glauben all'an einen Gott - vprašljivo avtorstvo
- BWV  Anh. 70 - Wir glauben all'an einen Gott - vprašljivo avtorstvo
- BWV  Anh. 71 - Wo Gott, der Herr, nicht bei uns hält - vprašljivo avtorstvo
- BWV  Anh. 72 - Kanon - vprašljivo avtorstvo
- BWV  Anh. 77 - Herr Christ, der eining' Gottessohn - vprašljivo avtorstvo
- BWV  Anh. 78 - Wenn wir in hochsten Noten sein - vprašljivo avtorstvo
- BWV  Anh. 79 - Befiehl du deine Wege - vprašljivo avtorstvo
- BWV  Anh. 107 - Fuga - vprašljivo avtorstvo
- BWV  Anh. 108 - Fuga - vprašljivo avtorstvo
- BWV  Anh. 109 - Fuga - vprašljivo avtorstvo
- BWV  Anh. 110 - Fuga - vprašljivo avtorstvo
- BWV  Anh. 111 - Largo in Allegro - vprašljivo avtorstvo
- BWV  Anh. 112 - Grave – dvomljivo avtorstvo

### Zvezki Anne Magdalene Bach
- BWV  Anh. 113 - Menuet - vprašljivo avtorstvo
- BWV  Anh. 114 - Menuet - pripisano Christianu Petzoldu
- BWV  Anh. 115 - Menuet - pripisano Christianu Petzoldu
- BWV  Anh. 116 - Menuet - vprašljivo avtorstvo
- BWV  Anh. 117a - Menuet - vprašljivo avtorstvo
- BWV  Anh. 117b - Menuet - vprašljivo avtorstvo
- BWV  Anh. 118 - Menuet - vprašljivo avtorstvo
- BWV  Anh. 119 - Polonaise - vprašljivo avtorstvo
- BWV  Anh. 120 - Menuet - vprašljivo avtorstvo
- BWV  Anh. 121 - Menuet - vprašljivo avtorstvo
- BWV  Anh. 122 - Marš - C.P.E. Bach
- BWV  Anh. 123 - Poloneza - C.P.E. Bach
- BWV  Anh. 124 - Marš - C.P.E. Bach
- BWV  Anh. 125 - Polonaise - C.P.E. Bach
- BWV  Anh. 126 – Museta - vprašljivo avtorstvo
- BWV  Anh. 127 - Marš - vprašljivo avtorstvo
- BWV  Anh. 128 - Poloneza - vprašljivo avtorstvo
- BWV  Anh. 129 - Solo - C.P.E. Bach
- BWV  Anh. 130 - Poloneza - Johann Adolph Hasse
- BWV  Anh. 131 - Stavek - vprašljivo avtorstvo
- BWV  Anh. 132 - Menuet - vprašljivo avtorstvo

### Druga dela s spornim avtorstvom
- BWV  Anh. 133 - Fantazija - vprašljivo avtorstvo
- BWV  Anh. 134 - Scherzo - vprašljivo avtorstvo
- BWV  Anh. 135 - Busleska - vprašljivo avtorstvo
- BWV  Anh. 136 - Trio - vprašljivo avtorstvo
- BWV  Anh. 137 - L'Intrada della Caccia - vprašljivo avtorstvo
- BWV  Anh. 138 - Continuazione della Caccia - vprašljivo avtorstvo
- BWV  Anh. 139 - Il Fine delle Caccia - I - vprašljivo avtorstvo
- BWV  Anh. 140 - Il Fine delle Caccia - II - vprašljivo avtorstvo
- BWV  Anh. 141 – Psalmična pesem: O Gott die Christenhalt - vprašljivo avtorstvo
- BWV  Anh. 142 - Psalm 110 - vprašljivo avtorstvo
- BWV  Anh. 143 - Poloneza - vprašljivo avtorstvo
- BWV  Anh. 144 - Poloneza trio - vprašljivo avtorstvo
- BWV  Anh. 145 - Marš - vprašljivo avtorstvo
- BWV  Anh. 146 - Marš - vprašljivo avtorstvo
- BWV  Anh. 147 - La Combattuta - vprašljivo avtorstvo
- BWV  Anh. 148 - Scherzo - vprašljivo avtorstvo
- BWV  Anh. 149 - Menuet - vprašljivo avtorstvo
- BWV  Anh. 150 - Trio - vprašljivo avtorstvo
- BWV  Anh. 151 - Koncert - vprašljivo avtorstvo
- BWV  Anh. 152 - Koncert - vprašljivo avtorstvo
- BWV  Anh. 153 - Sonata - dvomljivo avtorstvo

### Dela, ki so pomotoma pripisana J.S.Bachu
- BWV  Anh. 158 - Arija: Inro dall' colle al prato - pomotoma pripisano delo
- BWV  Anh. 159 - Motet: Ich lasse dich nicht, du segnest mich denn - pomotoma pripisano delo
- BWV  Anh. 160 - Motet: Jauchzet dem Herrn, alle Welt - pomotoma pripisano delo
- BWV  Anh. 161 - Motet: Kundlich gross ist das gottselige Geheimnis - pomotoma pripisano delo
- BWV  Anh. 162 - Motet: Lob und Ehre und Weishelt und Dank - pomotoma pripisano delo
- BWV  Anh. 163 - Motet: Merk aud, mein Herz, und sieh dorthin - pomotoma pripisano delo
- BWV  Anh. 164 - Motet: Nun danket alle Gott - pomotoma pripisano delo
- BWV  Anh. 165 - Motet: Unser Winel ist im Himmel - pomotoma pripisano delo
- BWV  Anh. 177 - Preludij in fuga - pomotoma pripisano delo
- BWV  Anh. 178 - Toccata „quasi“ fantazija s fugo - pomotoma pripisano delo
- BWV  Anh. 179 - Fantazija - pomotoma pripisano delo
- BWV  Anh. 180 - Fuga - pomotoma pripisano delo
- BWV  Anh. 181 - Fuga - pomotoma pripisano delo
- BWV  Anh. 182 - Passacaglia - pomotoma pripisano delo
- BWV  Anh. 183 - Rondeau, Les Bergeries - François Couperin, vseboval ga je Zvezek Ane Magdalene Bach
- BWV  Anh. 184 - Sonata - pomotoma pripisano delo
- BWV  Anh. 185 - Sonata - pomotoma pripisano delo
- BWV  Anh. 186 - Sonata - pomotoma pripisano delo
- BWV  Anh. 187 - Trio - pomotoma pripisano delo
- BWV  Anh. 188 - Sonata (koncert) za 2 klavirja - pomotoma pripisano delo
- BWV  Anh. 189 - Koncert v A molu - pomotoma pripisano delo